# Costamare

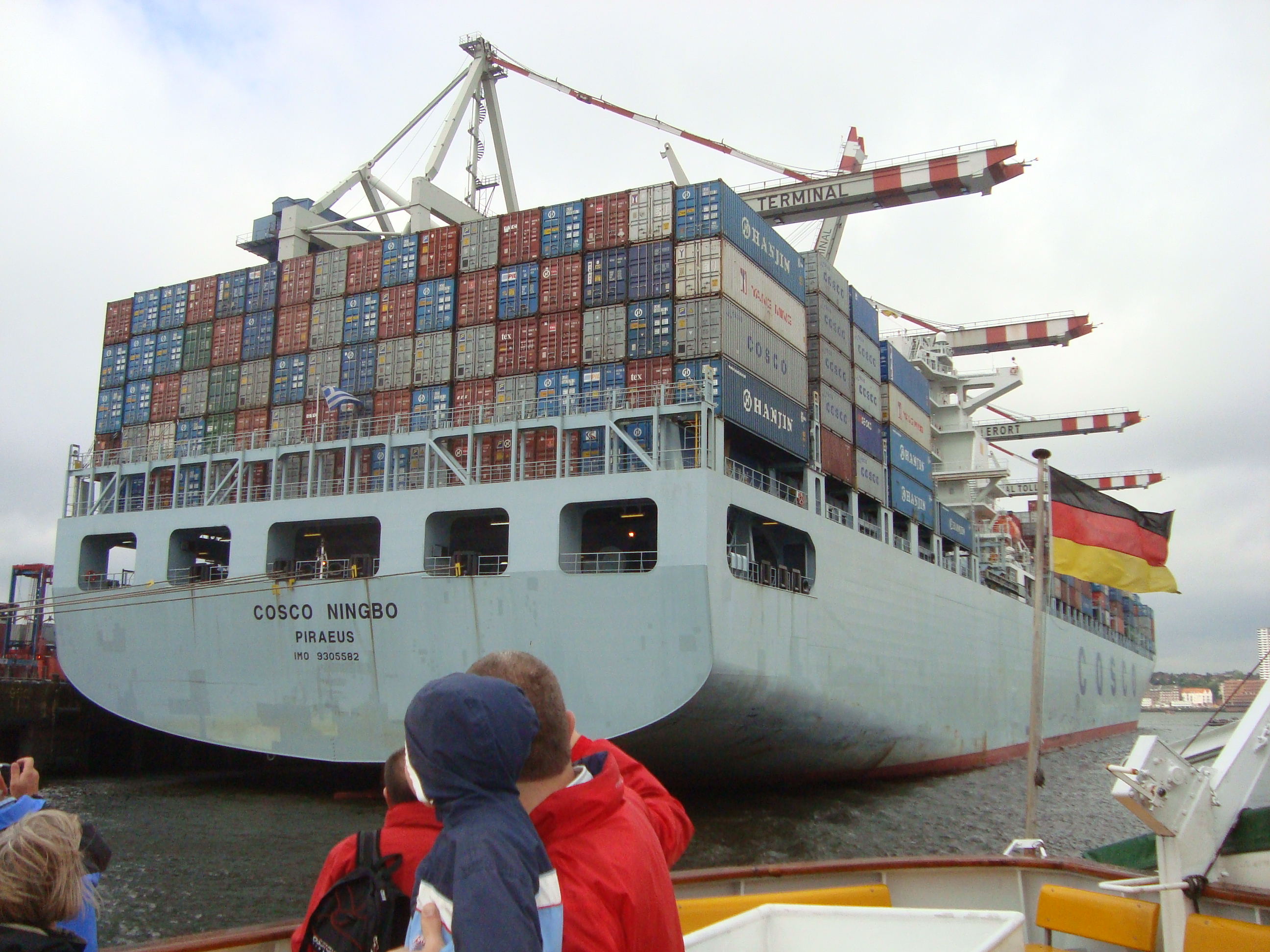
Die COSCO Ningbo im Hamburger Hafen

Costamare ist eine Athener Reederei, die gegenwärtig 78 Containerschiffe betreibt und an Linienreedereien wie Mærsk Line, Mediterranean Shipping Company, COSCO und Hapag-Lloyd verchartert. Sie gilt als einer der wichtigsten Non-Operating Owner von Containerschiffen weltweit.

## Geschichte
Das Unternehmen wurde 1975 von dem Kapitän Vasileios Konstantakopoulos mit einem Frachtschiff in Piräus gegründet. 1984 begann mit dem Kauf von vier Containerschiffen die Umstellung der Flotte auf Containerschiffe. 1994 besaß das Unternehmen bereits 32 Containerschiffe. 1997 wurde der Unternehmenssitz nach Athen verlegt.
Costamare stellte 2006 fünf Containerschiffe des Typs Hyundai 9000 in Dienst, die zu jenem Zeitpunkt nach Stellplätzen mit 9469 TEU zu den größten Containerschiffen weltweit zählten. Die COSCO Ningbo, ein Schiff des Typs, war 2006 das längste Schiff, das die Elbe nach 1975 passierte. 2011 lief das Containerschiff Rena auf das Astrolabe Reef vor Neuseeland, brach auseinander und verursachte eine schwerwiegende Ölverschmutzung des betreffenden Seegebiets.

## Weblink
- Website des Unternehmens